# Konrad Löw
Konrad Löw (ur. 25 grudnia 1931 w Monachium) – niemiecki prawnik i politolog, badacz systemów totalitarnych.
Badacz i krytyk marksizmu, którego dzieła były zakazane w NRD, od 1972 profesor nauk politycznych na uniwersytetach w Erlangen-Norymberdze i Bayreuth. Od 1999 na emeryturze, odtąd znany głównie jako  badacz dziejów Żydów i antysemityzmu w Niemczech. Najgłośniejsze kontrowersje wzbudziły dwie jego tezy: że antysemityzm był w latach 20. zrozumiały z racji znaczącego udział Żydów w rewolucjach w Rosji, w Bawarii i na Węgrzech, i że Niemcy masowo pomagali Żydom podczas Holokaustu. W jednej ze swych prac cytował 354 zeznania niemieckich Żydów, którzy twierdzili, że zdecydowana większość znanych im nieżydowskich Niemców nie akceptowała prześladowania Żydów. W sprawie jednej ze swych publikacji wygrał proces wytoczony wydawcy (Federalnej Agencji Kształcenia Obywatelskiego; niem. Bundeszentrale für politische Bildung), gdy ten w demonstracyjny sposób zdystansował się od jego tez i przeprosił prenumeratorów za ich opublikowanie.